# Derek Jacobi
Sir Derek George Jacobi CBE (Leytonstone, Londres, 22 d'octubre de 1938) és un actor i director de cinema anglès. L'any 1994 va ser nomenat cavaller per la seva trajectòria teatral. Jacobi és conegut pel seu ús de la paraula com una de les veus més destacades en el teatre, amb una elocució i tonalitat excepcional.
Jacobi, fill únic, va néixer a Leytonstone, Londres, Anglaterra, fill de Daisy Gertrude, una secretaria que treballava en una botiga de draps al carrer de Leyton High, i d'Alfred George Jacobi, qui portava una botiga de llaminadures i fou també estanquer a Chingford. El seu besavi va emigrar d'Anglaterra cap a Alemanya durant el segle xix. La seva família pertanyia a la classe obrera. Era un nen de la guerra.
A la seva adolescència va anar a l'institut del comtat de Leyton i va esdevenir una part integrant del club dramàtic "Els actors de Leyton". Als 18 anys, va guanyar una beca a la Universitat de Cambridge, on va estudiar història al col·legi de St John i va obtenir el seu grau. Altres membres més joves de la universitat en aquell temps van incloure a Ian McKellen. Durant aquesta estada a Cambridge va actuar en diversos teatres, entre ells, Hamlet, en el qual va agafar un viatge a Suïssa i conèixer a Richard Burton. Com a resultat de la seva permanència a Edgard II a Cambridge, el van convidar a fer-se membre del teatre de repertori Birmingham immediatament després de la seva graduació el 1960.
Jacobi és homosexual i el març de 2006 va oficialitzar el seu matrimoni amb la seva parella Richard Clifford després de conviure 27 anys junts i quatre mesos després de declarar-se legals les parelles homosexuals al Regne Unit.

## Primeres feines
Jacobi comença a destacar, i el seu talent és reconegut per Laurence Olivier, que el va convidar a casa seva a Londres per arribar a ser un dels membres que funden el nou Royal Nationat Theatre, tot i que a l'època era relativament desconegut. Interpretava Laertes en aquest teatre, en la producció inaugural de Hamlet davant de Peter O'Toole el 1963. Olivier llavors el va triar com Cassio en la reeixida producció d'Othello, un paper que Jacobi va repetir a la versió cinematogràfica del 1965 Otello, i d'Andrei a Three Sisters el 1970. Olivier també va protagonitzar aquestes dues produccions. El 27 de juliol de 1965, Jacobi feia de Brindsley Miller en la primera producció de Peter Shaffer Black Comedy. Va ser presentat pel Teatre Nacional a Chichester. Posteriorment es presentava al Old Vic Theatre de Londres.
Després de vuit anys al Teatre Nacional, Jacobi va marxar el 1971 per interpretar papers i medis d'expressió diferents. El 1972, protagonitzava el serial de la BBC Man of Straw, dirigida per Herbert Wise. Gran part del seu treball teatral durant els anys 70 va ser amb la clàssica Prospect Theatre Company, amb el qual emprenia molts papers, incloent-hi Ivanov, Pericles, Prince of Tyre i A Month in the Country davant de Dorothy Tutin (1976).
Encara que el nom de Jacobi s'estava tornant conegut i cada vegada estava més ocupat amb representacions de teatre i cinema, va assolir el seu gran reconeixement el 1976 quan interpretava el paper del títol en la sèrie de la BBC I, Claudius. Consolidava la seva reputació creixent amb la seva actuació com el tartamudejar, crispant l'Emperador Claudi fent-li guanyar molts bones crítiques. El 1979, gràcies a la seva popularitat internacional va agafar Hamlet per una gira mundial a través d'Anglaterra, Egipte, Grècia, Suècia, Austràlia, Japó i Xina amb ell fent de Príncep Hamlet. Se'l va convidar llavors a intentar el paper un cop més al Castell de Kronborg, més conegut com a Castell Elsinore, l'escena de l'obra. El 1978 interpretava a la BBC Television Shakespeare la producció de Richard II, amb Sir John Gielgud i Dame Wendy Hiller.

## Següents anys
El 1980, Jacobi va agafar el paper principal en el Hamlet de la BBC, fent el seu debut a Broadway amb The Suicide (un període escurçat pel retorn de Jacobi a casa a Anglaterra a causa de la mort de la seva mare), i després es va ajuntar amb la Royal Shakespeare Company (RSC) de 1982 a 1985 on feia quatre papers exigents simultàniament: Benedick a Much Ado About Nothing  de Shakespeare, per la qual va guanyar un Tony per a la seva carrera a Broadway (1984-1985); Prospero a La tempesta; Peer Gynt; i Cyrano de Bergerac que va portar als EUA i interpretava Much Ado About Nothing a Broadway i a Washington DC (1984-1985).
El 1986, feia el seu debut al West End a Breaking the Code per Hugh Whitemore, amb el paper de Alan Turing que va ser escrit per Jacobi. El 1988 Jacobi alternava en el West End els papers dels títol de Shakespeare Richard II i Richard III.
La seva carrera a la TV va assolir una nova fita amb Inside The Third Reich (1982), on interpretava Hitler; Mr Pye (1985); Little Dorrit (1987), del llibre de Charles Dickens; The Tenth Man (1988) amb Anthony Hopkins i Kristin Scott Thomas. El 1982, posava la veu de Nicodemus en la pel·lícula de dibuixos animats, The Secret of NIMH. El 1990, feia de Daedalus en l'episodi 4 de Jim Henson's The Storyteller: Greek Myths.
Jacobi va continuar interpretant Shakespeare, sobretot a la pel·lícula de Kenneth Branagh Henry V de 1989. També havia fet de director de Branagh el 1988 amb Hamlet, en una gira del Renaissance Theatre Company que també es va fer a Elsinore i com a part d'una temporada del repertori del Renaixement al Phoenix Theatre a Londres. Els anys 1990 veien Jacobi continuant amb l'etapa de repertori amb Kean a l'Old Vic, Becket  al West End (Haymarket Theatre) i Macbeth al RSC a Londres i Stratford.
Va ser nomenat director artístic del Teatre de Chichester, amb l'empresari del West End Duncan Weldon el 1995 per tres anys. Com a actor a Chichester, també feia de protagonista en quatre obres, incloent-hi el seu primer  Oncle Vànya el 1996 (prenia una segona cursa en 2000, que donava a Broadway per a una cursa limitada). El treball de Jacobi durant els anys 90 va incloure l'adaptació per la TV d'una sèrie de 13 episodis de les novel·les d'Ellis Peters,  Cadfael (1994-1998) i una versió televisada de  Breaking the Code(1996).
Les aparicions al cinema incloïen actuacions a la pel·lícula de Kenneth Branagh Dead Again (1991), la interpretació de Hamlet (1996) com Rei Claudi, a l'obra de John Maybury Love Is the Devil: Study for a Portrait of Francis Bacon (1998), un retrat del pintor Francis Bacon, com a Senador Gracus a Gladiador  (2000) amb Russell Crowe i com El Duc amb Christopher Eccleston i Eddie Izzard en una post-apocaliptica versió de Thomas Middleton: The Revenger's Tragedy  (2002).
El 2001, va guanyar un Premi Emmy enfotent-se del seu fons Shakesperià a la sitcom de televisió Frasier , episodi The Show Must Go Off, en el qual interpretava el pitjor actor del món Shakespearià: l'exagerat, cridaner i mancat de talent Jackson Hedley. Aquesta va ser la seva primera aparició com a convidat en un programa de televisió americà.

## Des del 2000
Jacobi ha fet la narració per àudio llibre de la Il·líada, The Voyage of the Dawn Treader  de C. S. Lewis i dues versions abreujades de  Jo, Claudi  de Robert Graves. El 2001, va posar la veu de  Duc Theseus a la pel·lícula  The Children's Midsummer Night's Dream . El 2002, Jacobi va visitar Austràlia amb  The Hollow Crown  amb Sir Donald Sinden, Ian Richardson i Dame Diana Rigg. Jacobi també va interpretar el paper del Senator Gracchus a  Gladiator  i feia de protagonista en la minisèrie del 2002  The Jury . És també el narrador per a la sèrie infantil de la BBC  In the Night Garden .
El 2003, estava implicat amb Scream of the Shalka , un webcast basat en la sèrie de ciència-ficció  Doctor Who . Posava la veu de Master al costat de Richard E. Grant com Doctor. En el mateix any, també apareixia a Deadline, un drama d'àudio també basat en Doctor Who, on interpretava a Martin Bannister, un vell escriptor que compon històries sobre el Doctor, un personatge que viatja pel temps i l'espai, la premissa és que la sèrie faci el que no ha fet mai a la televisió. Jacobi més tard sortia a la mateixa sèrie Doctor Who a la BBC, el juny de 2007, a l'episodi  Utopia . Jacobi hi surt com l'amable Professor Yana, que al final de l'episodi es revela ser de fet l'arxinemesis del Doctor Master.
El 2004, Jacobi va protagonitzar Don Carlos de Friedrich Schiller al Teatre Crucible a Sheffield, en una producció que passaria al Gielgud Theatre a Londres el gener del 2005. La producció de Londres de Don Carlos va recollir males crítiques. També el 2004, feia de Lord Teddy Thursby en la primera de quatre parts de la sèrie de la BBC The Long Firm, basada en la novel·la de Jake Arnott del mateix nom. A Nanny McPhee (2005), interpretava el paper del pintoresc Mr. Wheen. Feia el paper d'Alexander Corvinus a la pel·lícula de 2006 Underworld: Evolution. El març de 2006 BBC2 va emetre Pinochet in Suburbia, un docudrama sobre l'anterior dictador de Xile Augusto Pinochet i els intents d'extradició des de la Gran Bretanya; Jacobi feia el paper principal. El setembre de 2007, s'estrenava als EUA, retitulada Pinochet's Last Stand. El 2006, apareixia a la pel·lícula infantil Mist el conte d'un pastor alemany, també feia de narrador en aquesta pel·lícula. El juliol-agost de 2006 feia el paper homònim a A Voyage Round My Father a Donmar Warehouse, una producció que després aniria al West End
El febrer de 2007 el seu llarg metratge The Riddle, dirigida per Brendan Foley, que protagonitzava amb Vinnie Jones i Vanessa Redgrave, es va estrenar a Berlin EFM. Jacobi feia dos papers, primer un rodamón de Londres present i després el fantasma de Charles Dickens. El març de 2007 el programa infantil de la BBC In the Night Garden va començar la seva emissió de 100 episodis, amb Jacobi com el narrador. Va fer d'avi de Nell el Nadal del 2007 a l'adaptació de The Old Curiosity Shop, i retornava a l'escenari per interpretar Malvolion a l'obra de Shakespeare Twelfth Night per al Donmar Warehouse al Wyndham's Theatre a Londres. El paper el va fer guanyar el Premi Laurence Olivier al Millor Actor. Surt a cinc pel·lícules del 2009: Morris: A Life With Bells On, Hippie Hippie Shake, Endgame, Adam Resurrected i Charles Dickens's England.

## Vida personal
Jacobi és gai, i el març de 2006, després de 27 anys junts, registrava la seva situació de parella amb Richard Clifford, quatre mesos després que els matrimonis civils fossin aprovats al Regne Unit. Viuen al nord de Londres.

## Honors
- 1989: Cavaller de 1a classe, Orde de Dannebrog (Dinamarca)
- 1994: Knight Bachelor: Pels serveis al teatre (Drama) (New Year's Honours)[3]

## Premis
- 2008: Helen Hayes. Per la seva carrera en la 24a edició dels premis Helen Hayes.

Teatre
- 1983: Premi Evening Standard (Londres) pel millor actor, per Much Ado About Nothing
- 1984: Premi Tony al millor actor, per Much Ado About Nothing
- 2009: Premi Laurence Olivier al millor actor, per Twelfth Night

Televisió
- 1976: BAFTA al millor actor, per I, Claudius
- 1989: Premi Emmy al millor actor secundari a minisèries o especials, per The Tenth Man
- 2001: Premi Emmy al millor actor en sèries còmiques, per Frasier (episodi The Show Must Go Off)

Cinema
- 1988: Premis Evening Standard al millor actor, per Little Dorrit
- 1998: Festival Internacional de Cinema d'Edimburg al millor actor britànic, per Love Is the Devil: Study for a Portrait of Francis Bacon
- 1999: Premis Evening Standard al millor actor, per Love Is the Devil: Study for a Portrait of Francis Bacon

## Filmografia
- Othello (1965) - Cassio
- Interlude (1968) - Paul
- Three Sisters (1970) - Andrei
- Blue Blood (1973) - Gregory
- Xacal (The Day of the Jackal) (1973) - Caron
- The Pallisers (TV) (1974) - Lord Fawn
- Odessa (The Odessa File) (1974) - Klaus Wenzer
- Jo, Claudi (I, Claudius) (TV) (1976) - Claudi
- Philby, Burgess and MacLean - Spy Scandal of the Century (TV) (1977) - Guy Burgess
- The Medusa Touch (1978) - Townley
- Richard II (TV) (1978) - Ricard II
- El factor humà (The Human Factor) (1979) - Arthur Davis
- Hamlet, Princep de Dinamarca (TV) (1980) - Hamlet
- Charlotte (1981) - Daberlohn
- The Secret of NIMH (1982) - Veu de Nicodemus
- Inside the Third Reich (TV) (1982) - Adolf Hitler
- El geperut de Notre Dame (The Hunchback of Notre Dame) (TV) (1982) - Dom Claude Frollo
- Enigma (1983) - Kurt Limmer
- Cyrano de Bergerac (TV) (1985) - Cyrano de Bergerac
- Mr Pye (TV) (1986) - Mr. Pye
- Breaking the Code (1986) - Alan Turing
- The Secret Garden (TV) (1987) - Archibald Craven
- The Tenth Man (TV) (1988) - L'impostor
- Little Dorrit (TV) (1988) - Arthur Clennam
- Henry V (1989) - Chorus
- The Fool (1990) - Mr. Frederick/Sir John
- Tornar a morir (Dead Again) (1991) - Franklyn Madson
- Cadfael (TV) (1994-1998) - Germà Cadfael
- Looking for Richard (1996) -Ell mateix
- DEsxifrar el codi (Breaking the Code) (TV) (1996) - Alan Turing
- Hamlet (1996) - Claudius
- Basil (1998) - Pare Frederick
- Love Is the Devil: Study for a Portrait of Francis Bacon (1998) - Francis Bacon
- Molokai: The Story of Father Damien (1999) - Pare Leonor Fousnel
- Edvard Grieg - What Price Immortality? (1999)
- El misteri de Wyvern (The Wyvern Mystery) (TV) (2000) - Squire Fairfield
- Up at the Villa (2000) - Lucky Leadbetter
- Jason and the Argonauts (TV) (2000) - Phineas
- Gladiator (2000) - Gracchus
- The Body (2001) - Father Lavelle
- Gosford Park (2001) - Probert
- The Diaries of Vaslav Nijinsky (2001) - veu de Nijinsky
- Revelació (Revelation) (2001) - Bibliotecari
- Frasier (TV) (2001) The Show Must Go Off - Jackson Hedley
- The Jury (TV) (2002) - George Cording QC
- The Gathering Storm (BBC) (2002) - Stanley Baldwin
- Revengers Tragedy (2002) - el duc
- Two Men Went to War (2002) - Major Merton
- London (TV) (2004) - Tacitus
- Strings (2004) - Nezo (veu)
- The Long Firm (TV) (2004) - Lord Edward ‘Teddy' Thursby
- Marple: The Murder at the Vicarage (TV) (2004) - Coronel Protheroe
- Bye Bye Blackbird (2005) - Lord Dempsey
- Nanny McPhee (2005) - Mr. Wheen
- Underworld: Evolution (2006) - Alexander Corvinus
- Doctor Who (TV) (2007) - Professor Yana / Doctor Who
- The Riddle (2007) - The Tramp / Charles Dickens
- Airlock Or How To Say Goodbye In Space (2007) - President
- La bruixola daurada (The Golden Compass) (2007) - Emissari
- In The Night Garden (2007) - Narrador
- The Old Curiosity Shop (TV) (2007) - Avi
- A Bunch of Amateurs (2008) - Nigel
- Morris: A Life With Bells On (2009) - Quentin Neely
- Endgame (2009) - Rudolf Agnew
- Adam Resurrected (2009) - Dr. Nathan Gross
- The Winter's Tale (2009) - Antigonus
- Charles Dickens's England (2009) - ell mateix
- Hippie Hippie Shake (2010) - Judge
- There Be Dragons (2010) - Honorio
- Ironclad (2010) - Cornhill
- Hereafter (2010)
- El discurs del rei (The King's Speech) (2010) - Arquebisbe Cosmo Lang
- Les Misérables (TV) (2018) - bisbe Myriel